# Seyidbazar
Seyidbazar è un comune dell'Azerbaigian situato nel distretto di Cəlilabad. Conta una popolazione di 1 171 abitanti.